# Whitney Houston
Whitney Houston (n. 9 august 1963, Newark, New Jersey, SUA – d. 11 februarie 2012, Hotelul Beverly Hilton, California, SUA) a fost o cântăreață, manechin, actriță și producătoare de muzică americancă.
În 2009, Guinness World Records a menționat-o ca fiind cea mai premiată femeie din toate timpurile. Lista sa de premii include două Premii Emmy, șase Premii Grammy, 30 Billboard Music Award și 22 de American Music Award, având în total 415 premii primite de-a lungul carierei până în anul 2010. Houston a fost de asemenea una dintre cele mai bine vândute artiste din lume, vânzând peste 170 de milioane de albume, single-uri și videoclipuri.
Inspirată de cântăreții de soul din familia ei, inclusiv mama ei Cissy Houston, verișoarele Dionne Warwick și Dee Dee Warwick și nașa ei Aretha Franklin, Houston a început să cânte muzică gospel la corul bisericii din New Jersey la 11 ani. După ce a început să cânte alături de mama ei în cluburi de noapte, în zona orașului New York, a fost descoperită de către șeful Arista Records, Clive Davis. Houston a lansat șapte albume de studio și trei albume coloane sonore de film, toate având certificare diamant, multi-platină, platină sau aur.
Houston a fost singura artistă care a avut șapte hituri consecutive pe locul unu în Billboard Hot 100 („Saving All My Love for You”, „How Will I Know”, „Greatest Love of All”, „I Wanna Dance with Somebody (Who Loves Me)”, „Didn't We Almost Have It All”, „So Emotional” și „Where Do Broken Hearts Go”). A fost al doilea artist după Elton John și singura artistă care a avut două premii numărul unu Album Billboard 200 (fostul „Top Pop Album”), în topurile de final de an Billboard Year-End. Albumul de debut al lui Houston, Whitney Houston a devenit cel mai bine vândut album al unei artiste femei la acea vreme. Albumul a fost numit de către Rolling Stone cel mai bun din 1986 și a fost clasat pe locul 254 în clasamentul 500 Greatest Albums of All Time realizat de aceeași revistă. Al doilea album de studio, Whitney (1987) a devenit primul album al unei artiste care a debutat pe locul unu în clasamentul albumelor Billboard 200.  Aparițiile pe MTV și videoclipul „How Will I Know” le-a influențat pe multe artiste de culoare să îi calce pe urme.
Primul rol al lui Houston a fost în filmul, The Bodyguard (1992). Coloana sonoră inițială a filmului a câștigat Premiul Grammy pentru albumul anului. Single-ul principal, „I Will Always Love You”, a devenit cel mai bine vândut disc single din istoria muzicii al unei artiste în întreaga lume. Cu acest single, Houston a devenit prima artistă (solo sau grup, bărbat sau femeie), care a vândut mai mult de un milion de exemplare ale unui album într-o perioadă de o săptămână. Albumul o face singura femeie din top 10 Lista celor mai bine vândute albume din toate timpurile, ocupând locul patru. Houston a continuat să apară în filme și să  contribuie la realizarea coloanelor sonore, inclusiv filmele Waiting to Exhale (1995) și The Preacher's Wife (1996). Discul single The Preacher's Wife a devenit cel mai bine vândut disc single gospel din istorie. La trei ani după lansarea celui de-al patrulea album de studio, My Love Is Your Love (1998) și-a reînoit contractul cu Arista Records. Și-a lansat cel de-al cincilea album de studio Just Whitney în 2002 și albumul One Wish: The Holiday Album cu temă de Crăciun în 2003. În 2009, Houston și-a lansat cel de-al șaptelea album de studio, I Look to You.
Pe 11 februarie 2012, a murit din cauze necunoscute la Beverly Hilton Hotel în Beverly Hills, California. Rapoartele toxicologice ulterioare au arătat că  ea s-a înecat accidental în cadă din cauza efectelor consumului cronic de cocaină și a boli de inimă.

## 1998-2000 „My Love is Your Love” și „Whitney: the Greatest Hits”

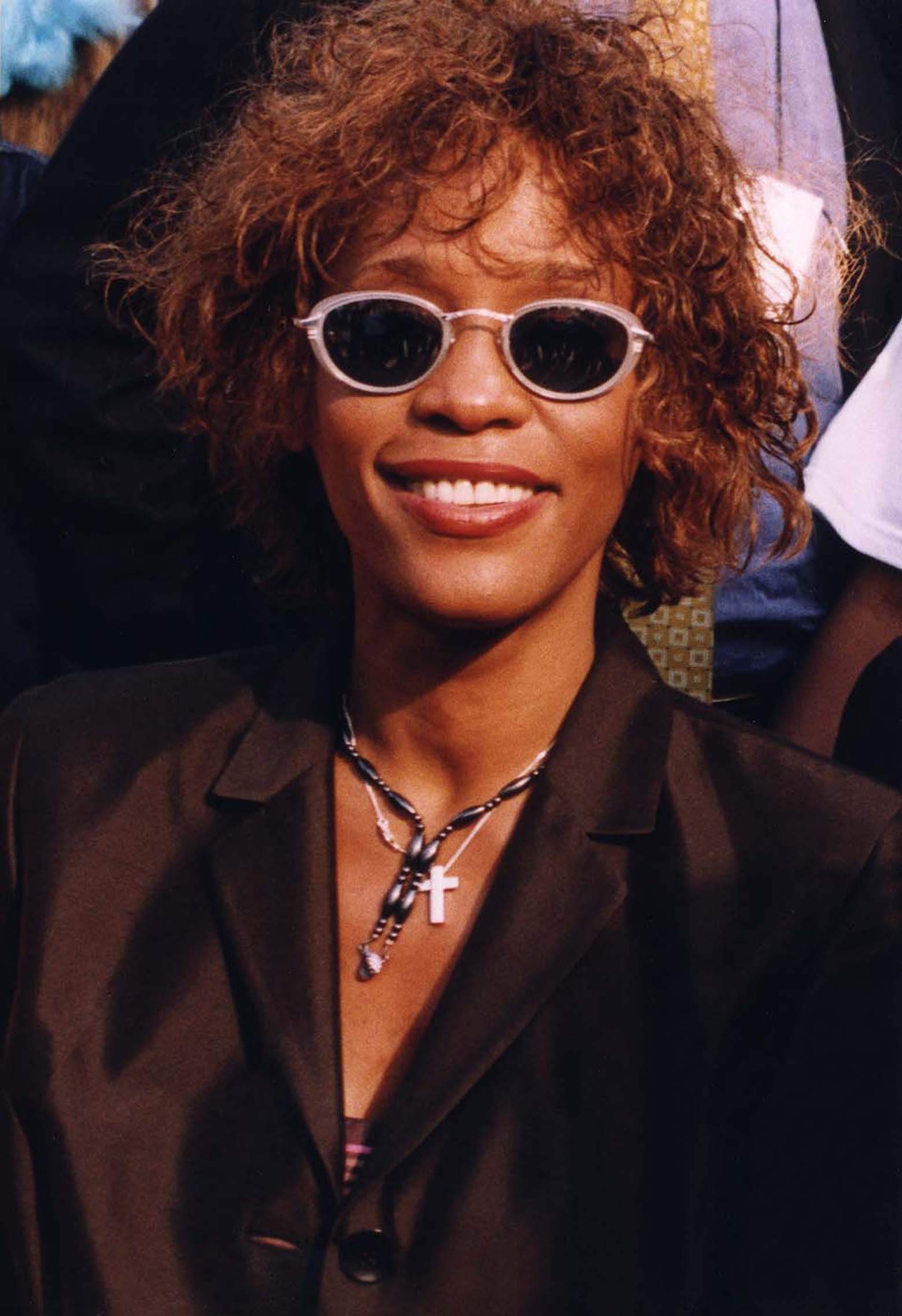
Whitney Houston în 2000

După ce a petrecut mult timp la începutul și mijlocul anilor 1990 jucând în diverse filme, a scos primul album audio în 8 ani „My Love Is Your Love” în 1998. A fost înregistrat și mixat în 6 săptămâni, conținând producții ale lui Rodney Jerkins, Wyclef Jean și Missy Elliott. Albumul a debutat la poziția 13 în chartul Billboard 200. A avut un sound mai funky decât producțiile anterioare. A conținut hit-urile: „When You Believe” (SUA Nr.15, MAREA BRITANIE Nr.4), un duet cu Mariah Carey pentru Prince of Egypt soundtrack, „Heartbreak Hotel” (SUA Nr.2, MAREA BRITANIE Nr.25) cau Faith Evans și Helly Price care a primit o nominalizare pentru „Cel mai bun video R&B” la Premiile MTV VMA 1999; „It's Not Right But It's OK” cu care Houston a câștigat al șaselea Premiu Grammy pentru Cea Mai Bună Performanță Vocală Feminină R&B; „My Love Is Your Love” care s-a vândut în 3 milioane copii în lume și „I Learned From The Best”.

## 2006-2012 Întoarcerea la muzică, turul „I Look To You”
În septembrie 2006 Whitney s-a despărțit de Bobby Brown, divorțând în octombrie. Divorțul s-a finalizat la data de 24 aprilie 2007, lui Whitney acordându-i-se custodia fiicei lor. În martie 2007, Clive Davis de la Arista Records a anunțat că Houston va începe să înregistreze un nou album. În octombrie 2007, Arista a scos pe piață o altă compilație „The Ultimate Collection” în afara SUA.
În octombrie 2009 Houston a scos albumul „I Look To You”.
Whitney a plecat în tuneul mondial Nothing But Love. Era primul turneu mondial după 10 ani. Totuși a avut parte de atenție media destul de negativă. Houston a anulat câteva concerte din cauza bolii. 
În ianuarie 2012 Houston a fost nominalizată pentru 2 Premii NAACP Image Awards.
La data de 7 octombrie 2011, RCA Music Group a anunțat că va închide Arista Records și J Records, Jive Records. Material viitor cu Houston urma să fie eliberat de brand-ul RCA Records.

## Moartea
A murit la data de 11 februarie 2012 în cada din camera unde era cazată la Beverly Hilton Hotel, în Beverly Hills, California posibil din cauza faptului că a amestecat alcool cu Xanax. Poliția locală a declarat că „nu există semne evidente de intenții criminale”. Mai multe detalii vor fi disponibile după efectuarea autopsiei. Rezultatul examenului toxicologic va fi eliberat în 4-6 săptămâni.
La Premiile Grammy 2012 i-au fost aduse omagii, iar Jennifer Hudson a cântat „I Will Always Love You” în memoria sa.

## Albume muzicale
- 1985 Whitney Houston
- 1987 Whitney
- 1990 I'm Your Baby Tonight
- 1992 The Bodyguard (Soundtrack)
- 1995 Waiting to Exhale (Soundtrack)
- 1996 The Preacher's Wife (Soundtrack)
- 1998 My Love Is Your Love
- 2000 Whitney - The Greatest Hits
- 2002 Just Whitney
- 2003 One Wish: The Holiday Album
- 2007 The Ultimative Collection
- 2009 I Look to You

Discografie Whitney Houston

## Filme
- 1992: The Bodyguard (Bodyguard)
- 1995:  Waiting To Exhale
- 1996:  The Preacher's Wife
- 1997:  Cinderella

## Premii obținute
- 1986: Grammy Award cea mai bună interpretare feminină pentru „Saving All My Love For You“
- 1988: Grammy Award cea mai bună interpretare feminină pentru „I Wanna Dance With Somebody“
- 1994: Grammy Award șlagărul anului pentru „I Will Always Love You“
- 1994: Grammy Award cea mai bună interpretare feminină pentru „I Will Always Love You“
- 1994: Premiul Grammy pentru cel mai bun album al anului pentru „The Bodyguard“
- 2000: Grammy Award R’n’b șlagărul anului pentru „It’s Not Right But It’s Okay“
- 2004: Women’s World Award – World Artist Award for Lifetime Achievement